# مزار پیرصدق پریسک
مزار پیرصدق پریسک مربوط به سدهٔ ۸ ه.ق است و در شهرستان ابرکوه، آبادی فتح‌آباد واقع شده و این اثر در تاریخ ۱۰ خرداد ۱۳۸۲ با شمارهٔ ثبت ۹۱۱۸ به‌عنوان یکی از آثار ملی ایران به ثبت رسیده است.